# Protestas contra la primera presidencia de Donald Trump
Las protestas contra la primera presidencia de Donald Trump o protestas anti-Trump fueron manifestaciones que tomaron lugar en Estados Unidos contra el presidente electo, Donald Trump después de su victoria en las elecciones presidenciales del 8 de noviembre de 2016.
Durante su campaña presidencial, los activistas organizaron ocasionalmente manifestaciones dentro de los mítines de Trump, a veces hacían llamados para cerrarlos, expresado su oposición a la retórica que Trump utilizó en campaña. Esta retórica ha sido considera como habiendo contribuido al aumento desproporcionado de los ataques racialmente motivados a las personas de color desde mediados de 2015, tal como documentan el FBI, Southern Poverty Law Center, y otros medios. A raíz de esto, diversos manifestantes comenzaron a asistir a los mítines de Trump, haciendo que fueran interrumpidos en varias ocasiones.
Después de las elecciones y la victoria de Trump, los estudiantes y los activistas organizaron protestas más grandes en varias ciudades importantes a través de los Estados Unidos, con centenares de millares de estadounidenses participando en ellas, algunas de ellas al grito de «Trump no es mi presidente».
Trump ganó las elecciones gracias al colegio electoral —Trump obtuvo 306 votos electorales y su contrincante Hillary Clinton, 232; sin embargo, Clinton recibió más votos populares (65 844 954) que Trump (62 979 879)—, por lo que la sociedad estadounidense comenzó a debatir en torno a cambiar el sistema para las elecciones. Los detractores del sistema dicen que los votos populares representan a la nación en su conjunto, mientras que los partidarios del colegio electoral dicen que el sistema es efectivo puesto que impide que los candidatos se concentren solo en las grandes áreas metropolitanas para los votos.
Algunos manifestantes han sido acusados penalmente de disturbios. La protesta organizada más grande contra Trump fue el día después de su toma de posesión; millones protestaron el 21 de enero de 2017, durante la Marcha de las Mujeres, teniendo en cuenta la protesta de cada ciudad individual, lo que la convierte en la protesta de un solo día más grande en la historia de los Estados Unidos.

## Características
MoveOn.org, People for Bernie, Assata's Daughters, el Sindicato de Estudiantes Negros, la Alianza Indecente Sin Miedo y Black Lives Matter están entre las organizaciones que participan o promueven las protestas contra Trump. A veces trataban de entrar en los lugares donde se realizaban los mítines o hacían manifestaciones en el exterior. Hubo muchos altercados, tanto antes como después de los mítines, entre los manifestantes y los partidarios que apoyaban a Trump. En algunas ocasiones, los manifestantes hacían que el candidato republicano se viera obligado a evacuar el lugar.  A veces, las protestas se volvían violentas y los manifestantes anti-Trump atacaban a los partidarios de Trump; esta violencia ha recibido la condena bipartidista.
Se han producido enfrentamientos verbales y físicos entre los partidarios de Trump y los manifestantes en los eventos de campaña del republicano.

### Conflictos entre partidarios de Trump y latinos
"Te van a deportar, yo voté por Donald Trump", fueron las últimas palabras -mortíferas- de Mitchell Mormon, quien intimidó a un joven mexicano, quien respondió, hiriendo de bala a su novia y matando a tiros al afroamericano xenófobo que celebraba su primera cita romántica con la mujer que lo vería morir en sus brazos. Este acto es el primer ataque mortal, con clara connotación migratoria y etnonacional, que se da entre mexicanos y estadounidenses xenófobos en el periodo de tensión, incomprensión y odio racial posterior a las elecciones estadounidenses. El joven que portaba una chamarra blanca con el águila de la bandera de México, escapó y está prófugo de la justicia.

## Manifestaciones postelectorales
Después del anuncio del triunfo de Trump, grandes manifestaciones estallaron a través de los Estados Unidos por varios días, y más manifestaciones se han planeado para las semanas y los meses próximos. Manifestaciones internacionales contra la elección de Trump han ocurrido en Gran Bretaña, Filipinas, Alemania, Canadá, Bélgica y Australia.
Los manifestantes han sostenido una serie de signos diferentes y han entonado varios gritos como «Trump no es mi presidente» y «No aceptamos al presidente electo». El movimiento es organizado en Twitter bajo los hashtags #Anti-trump y #NotMyPresident (no es mi presidente).
La situación ha sido comparada con la Primavera Árabe. 

9 de noviembre
- Atlanta, Georgia[36]
- Ann Arbor, Míchigan[37]
- Austin, Texas[38]
- Chicago, Illinois[39][40][41][42]
- Cleveland, Ohio[43]
- Dallas, Texas[44]
- Des Moines, Iowa[45]
- Detroit, Míchigan[46]
- Houston, Texas[47]
- Las Vegas, Nevada[48]
- Los Ángeles, California[49]
- Miami, Florida[50]
- Nashville, Tennessee[51]
- Oakland, California[52]
- Omaha, Nebraska[53]
- Filadelfia, Pensilvania
- Phoenix, Arizona[54]
- Portland, Maine[55]
- Portland, Oregón[56]
- Reno, Nevada[57]
- Richmond, Virginia[58]
- San Diego, California[59]
- San Francisco, California[52]
- San José, California[59]
- Salt Lake City, Utah[60]
- Seattle, Washington[49]
- Washington D. C.[61]
- Winston-Salem, Carolina del Norte[62]

10 de noviembre

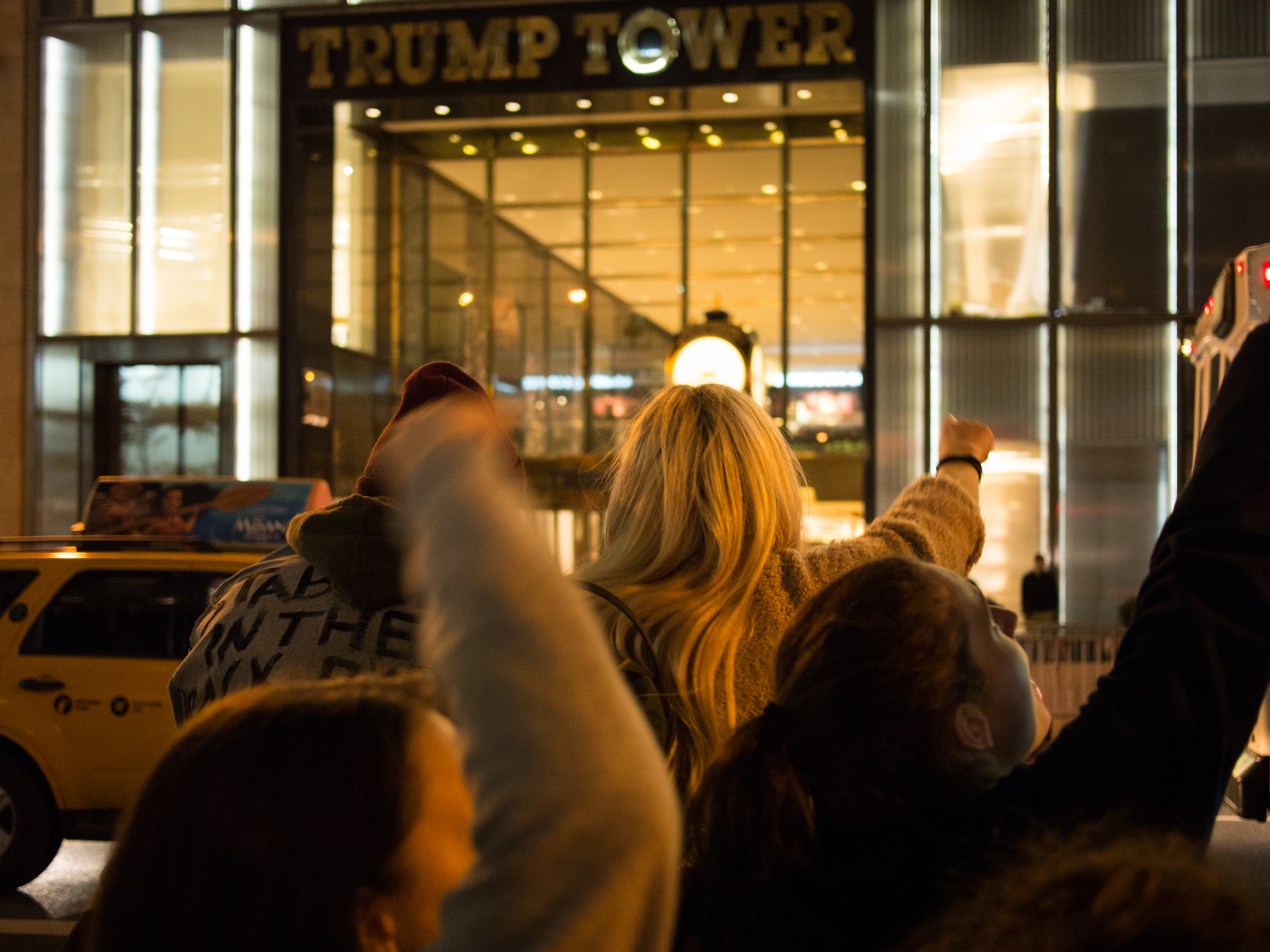
Manifestaciones frente a la Torre Trump en 10 de noviembre.

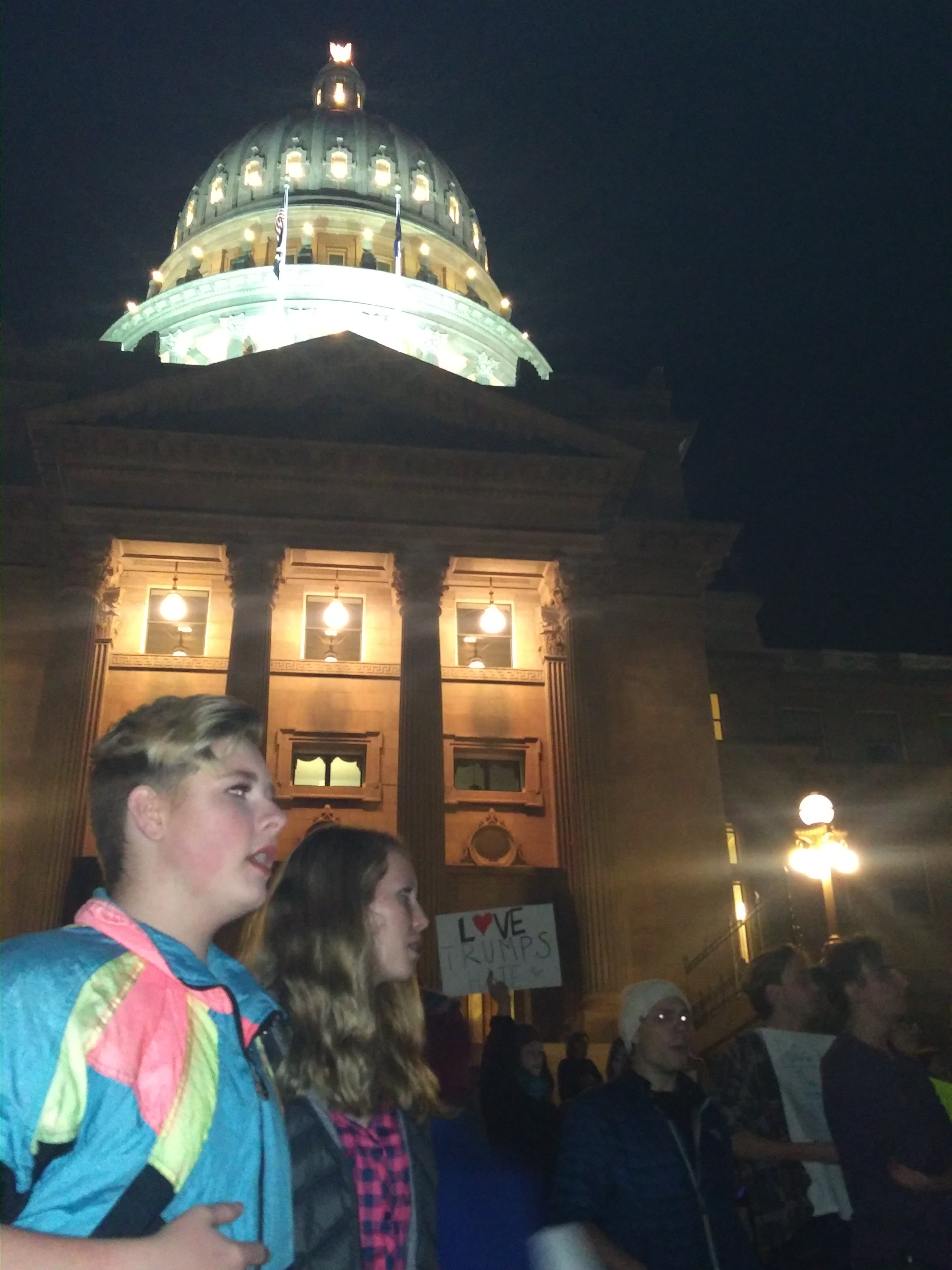
Manifestantes diciendo su eslogan: «el amor triunfa sobre el odio» frente al Capitolio del Estado de Idaho.

Mientras Trump celebraba la primera reunión de transición con el presidente Obama en la Casa Blanca, los manifestantes estaban afuera.  Las manifestaciones continuaron en ciudades de los Estados Unidos. Las manifestaciones internacionales se realizaron en Londres, Vancouver y Manila. El exalcalde de Nueva York, Rudy Giuliani, calificó a los manifestantes de «un hatajo de llorones mimados». El alcalde de Los Ángeles, Eric Garcetti, expresó su comprensión con las manifestaciones y alabó a quienes pacíficamente quisieron hacer oír su voz.
En Austin, Texas, una niña participó en una manifestación y recitó: «Soy una mujer, soy de raza mixta, soy una niña y no puedo votar, pero eso no me impedirá que me oigan», después de lo cual empezaron los cantos de «Es el amor, y el amor triunfa sobre el odio». En Los Ángeles, los manifestantes continuaron bloqueando las autopistas. Una protesta pacífica se volvió violenta cuando un pequeño grupo empezó a atacar a la policía en Portland, Oregón.  Las manifestaciones en Portland atrajeron a más de 4000 personas y permanecieron en gran parte pacíficas, pero se dirigieron a la carretera y bloquearon el tráfico.  Los actos de vandalismo, incluyendo una serie de ventanas rotas, vehículos vandalizados y un incendio de basureros causaron que la policía declarara un motín. Los manifestantes intentaron conservar la naturaleza pacífica de la protesta y entonaron el grito: "manifestaciones pacíficas". 

11 de noviembre
- Anchorage, Alaska[76]
- Asheville, Carolina del Norte[77]
- Atlanta, Georgia[78]
- Bakersfield, California[79]
- Burlington, Vermont[80]
- Columbia, Carolina del Sur[81]
- Columbus, Ohio[82]
- Dallas, Texas[83]
- Denver, Colorado[84]
- Des Moines, Iowa[85]
- Fort Worth, Texas[86]
- El Paso, Texas[87]
- Grand Rapids, Míchigan[88]
- Iowa City, Iowa[89]
- Kansas City, Misuri[90]
- Los Ángeles, California[91]
- Memphis, Tennessee[92]
- Miami, Florida[93]
- Minneapolis, Minnesota[94]
- Nashville, Tennessee[51]
- New Haven, Connecticut[95]
- New York, New York[28]
- Olympia, Washington[96]
- Omaha, Nebraska[97]
- Orlando, Florida[95]
- Portland, Oregón[98]
- Rochester, New York[99]
- Royal Oak, Míchigan[100]
- San Antonio, Texas[101]
- Santa Cruz, California[102]

También hubo una protesta en la embajada de Estados Unidos en Tel Aviv (Israel). Los equipos de fútbol nacionales de Estados Unidos y México posaron juntos en un Muro de la Unidad en respuesta a la elección de Trump antes de su partido de la Copa Mundial en Columbus (Ohio). 

12 de noviembre

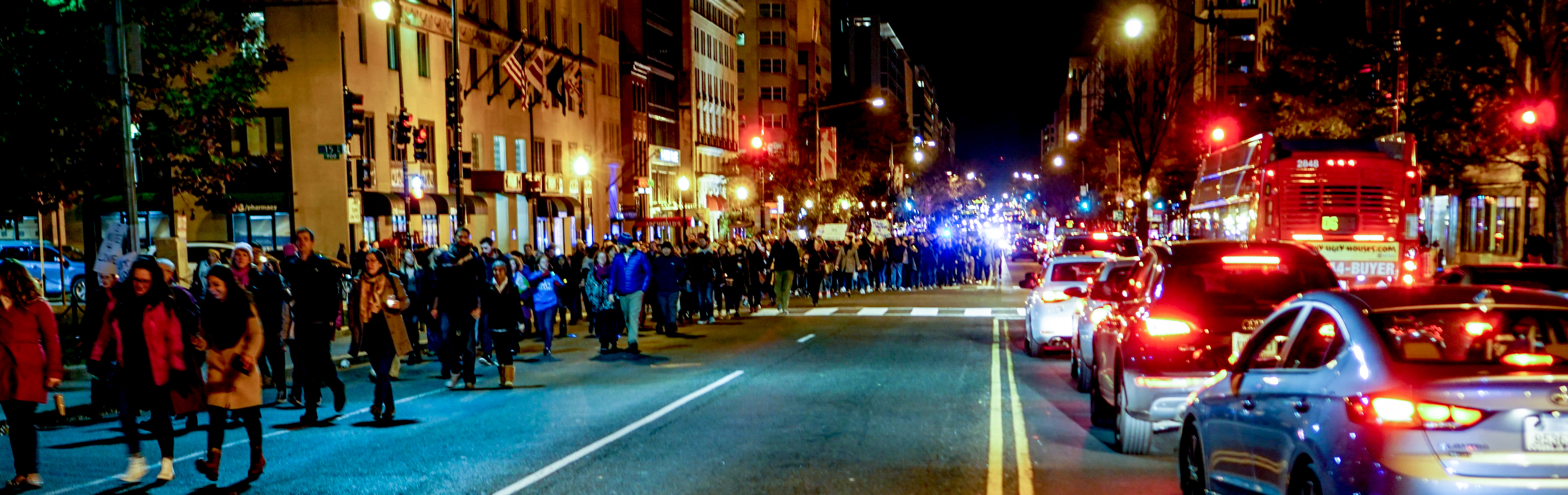
Manifestaciones en Washington D. C.

Durante una marcha pacífica en Oregón en las primeras horas del 12 de noviembre, un manifestante recibió un tiro de un desconocido.
El primer día del fin de semana después de las elecciones, una marcha de más de 10 000 personas fue realizada en Los Ángeles salió del parque MacArthur y finalizó en el concurrido corredor Wilshire Blvd. En Nueva York, otra multitud de 10 000 marchó desde la plaza de la Unión hasta la Torre Trump. En Chicago, miles de personas marcharon a través de The Loop. 

13 de noviembre

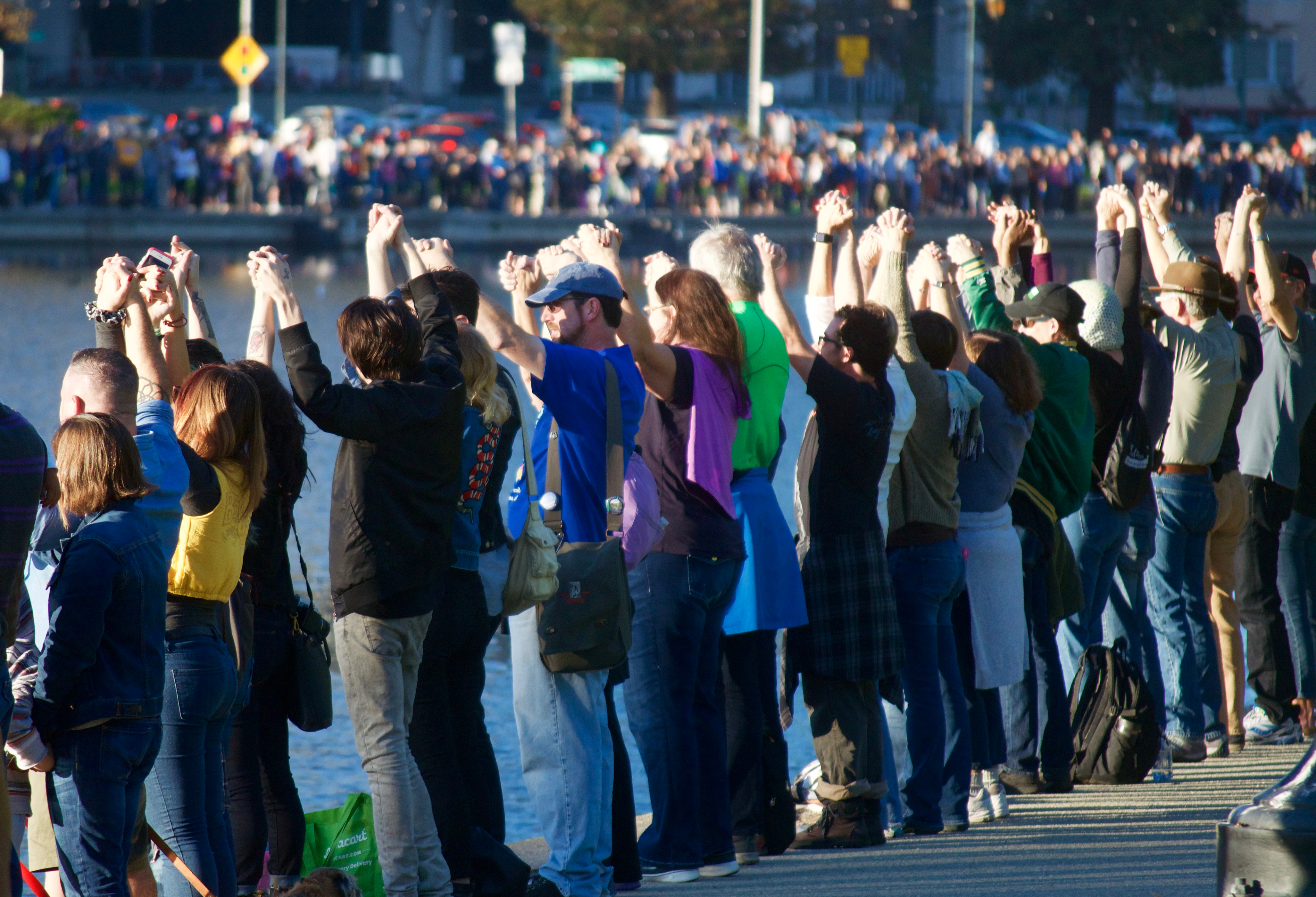
Una cadena humana en Oakland el 13 de noviembre.

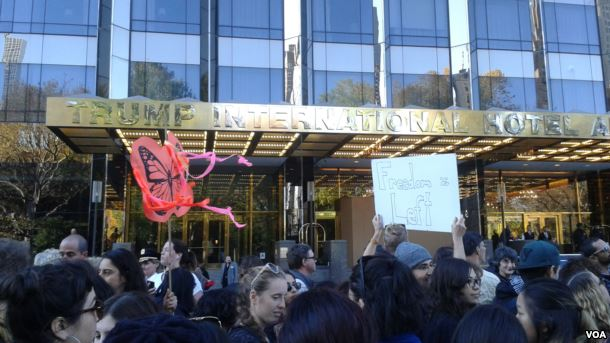
Manifestantes Anti-Trump marchan entre Columbus Circle y Torre Trump en la ciudad de Nueva York el 13 de noviembre de 2016.

Ocurrieron manifestaciones en Texas, Arizona, Maryland y Nueva Hampshire.
Las manifestaciones continuaron en las siguientes ciudades:
- Austin, Texas[114]
- Buffalo, New York[115]
- Colorado Springs, Colorado[116]
- Denver, Colorado[117]
- Durango, Colorado[118]
- Erie, Pennsylvania[119]
- Fort Collins, Colorado[120]
- Fort Lauderdale, Florida[119]
- Honolulu, Hawái[121]
- Los Ángeles, California[119]
- Mánchester, Nuevo Hampshire[122]
- Miami, Florida[123]
- Nueva Haven, Connecticut[119][124]
- Nueva York[119]
- Oakland, California[119][125][126]
- Filadelfia, Pensilvania[119][127]
- Pittsburgh, Pensilvania[128]
- Royal Oak, Míchigan[129]
- Sacramento, California[126][130]
- San Luis, Misuri[131]
- Santa Ana, California[126]
- San Francisco, California[119][126]
- Springfield, Massachusetts[119]
- Tulsa, Oklahoma[127]
- Wichita, Kansas[132]

14 de noviembre 
Un grupo de 40 manifestantes en Washington D. C., organizaron una sentada en la oficina del futuro líder de la minoría del Senado, Charles Schumer, en un esfuerzo por cambiar el liderazgo demócrata y evitar la colaboración del partido con Trump. Diecisiete arrestos se hicieron en esa sentada.
En una pequeña protesta en la Universidad Estatal de Ohio, el líder de la protesta Timothy Adams fue atacado por detrás, siendo golpeado en el escalón donde se encontraba de pie, rompiendo su megáfono y sus anteojos.
Varios distritos escolares experimentaron paros de estudiantes de secundaria, muchos de ellos demasiado jóvenes para votar. Uno dijo: "El futuro va a ser terrible con Trump". Otro dijo: "No podemos votar todavía, pero tenemos que empezar pequeño".
Las manifestaciones ocurrieron en las siguientes ciudades:
- Escuelas en Denver, Colorado[139]
- Escuelas en Los Ángeles, California[140]
- Escuelas en Oakland, California[141]
- Escuelas en Portland, Oregón[142]
- Escuelas en Silver Spring, Maryland[140]
- Seattle, Washington[143] incluyendo unos 5.000 estudiantes[144]
- Universidad de Towson[145]
- Universidad de Arizona[146]
- Universidad de Florida[147]
- Universidad de La Salle[148]

15 de noviembre

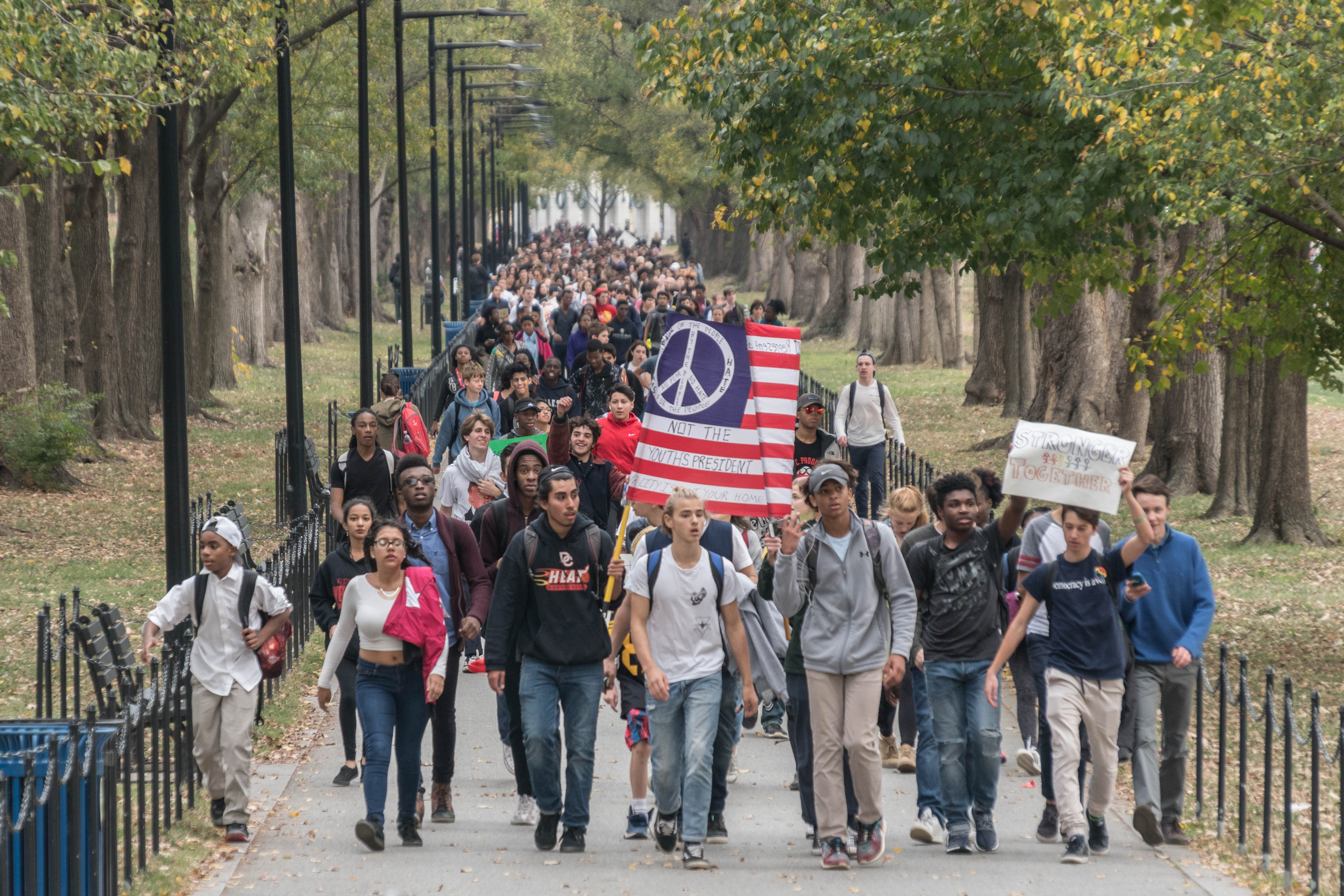
Manifestantes rumbo al Memorial a Lincoln en Washington, D.C el 15 de noviembre

Las manifestaciones estudiantiles ocurrieron en las siguientes ciudades y universidades:
- Nueva York[149]
- Universidad de California en Riverside[150]
- Universidad Estatal de Pensilvania[151]
- Universidad de Illinois en Chicago[152]
- Washington D. C.[149][153]

Otras manifestaciones ocurrieron: 
- Beltsville, Maryland[154]
- Santa Bárbara, California[155]

16 de noviembre 
Las manifestaciones estudiantiles continuaron por un tercer día en el condado de Montgomery, Maryland.
Los estudiantes de todo el país salieron de clases en un esfuerzo por empujar a sus escuelas a declararse un "campus de santuario" de la política de inmigración planeada por Trump que deriva en deportaciones masivas. Las manifestaciones de Stanford, Rutgers y St. Mary el 15 de noviembre fueron las primeras. El presidente de Rutgers, Robert Barchi, respondió que la escuela protegerá la privacidad de sus inmigrantes indocumentados. El canciller de la Universidad Estatal de California Timothy P. White hizo una afirmación similar.
350 miembros de la facultad de la Universidad de Harvard firmaron una carta instando a la administración a denunciar el discurso de odio, proteger la privacidad de los estudiantes, reafirmar las admisiones y las políticas de ayuda financiera y hacer de la universidad un santuario. Uno de los primeros en firmar la carta fue Henry Luis Gates Jr. Se enviaron peticiones similares de:
- Universidad Brown[162]
- Colegio Oberlin[163]
- Universidad Princeton[164]
- Colegio Swarthmore[165]
- Texas A&M[166]
- Universidad del Sur de California[167]
- Universidad de Wisconsin, Madison[168]

Las manifestaciones ocurrieron:
- Universidad de Columbia[169]
- Escuelas en Dade County, Florida[170][171]
- Universidad Internacional de Florida[172]
- Universidad de Indiana[173]
- Colegio Lebanon Valley[174]
- Universidad Loyola de Nueva Orleans[175]
- Universidad de Nueva York[176]
- Universidad Stony Brook[177]
- SUNY ESF[178]
- Universidad Syracuse[178]
- Universidad Tufts[162]
- Universidad de Massachusetts Amherst[179]
- Universidad de Míchigan[180]
- Universidad Wesleyan[181]
- Universidad de Yale[182][183]

### 2017
20 de enero 
Grandes manifestaciones ya han sido planeadas para el Día de la Investidura.

## Reacciones

### Respuesta de Donald Trump
Durante la campaña, Trump fue acusado por algunos de crear tonos agresivos en sus mítines. Los rivales republicanos de Trump lo culparon por fomentar un clima de violencia y una tensión creciente durante los eventos. Inicialmente, Trump no condenó los actos de violencia que ocurrieron en muchas de sus manifestaciones, y de hecho los alentó en algunos casos.
En noviembre de 2015, Trump dijo de un manifestante en Birmingham, Alabama: "Tal vez debería haber sido maltratado, porque era absolutamente asqueroso lo que estaba haciendo". Trump ha sido criticado por otros casos de fomentar un ambiente propicio a la violencia a través de muchos de sus comentarios.
El 23 de febrero de 2016, cuando un manifestante fue expulsado de una manifestación en Las Vegas, Trump declaró: "Me encantan los viejos tiempos, ¿sabes lo que solían hacer a los tipos así cuando estaban en un lugar como este? se lo llevaban en una camilla". Después de las críticas de los medios de comunicación sobre su lenguaje hacia los manifestantes, Trump comenzó a retroceder y comenzó a alentar a los partidarios en los mítines a no perjudicar a nadie durante las manifestaciones, y reconoció que se había equivocado con las posturas que había tomado en el pasado.
Después de las elecciones, Trump afirmó en Twitter que los grupos que todavía protestaban eran profesionales "incitados por los medios de comunicación" y que las protestas eran "injustas". Trump más tarde envió un tuiteo para comentar que le encantaba la pasión con la que el pueblo estadounidense salía a la calle a manifestarse.

### Reacción estudiantil
El 11 de noviembre de 2016, un estudiante de la Universidad de Oklahoma se dirigió a los estudiantes negros de la Universidad de Pensilvania atacándolos de mala gana en los chats de GroupMe. Los nombres de los chats incluyeron epítetos raciales y otros mensajes políticos como "Hombres de barro", "Amantes de triunfo" y "N --- Lynchers". En los chats se publicaron un horario de linchamientos diarios para ser preformados en las universidades de Filadelfia. Al día siguiente, los líderes estudiantiles del área de Filadelfia de la Universidad de La Salle, la Universidad de Drexel, la Universidad de San José, la Universidad de Temple y UPenn se reunieron para discutir nuevas medidas y una respuesta conjunta.
Dos supuestos estudiantes varones de la Universidad de Babson en Massachusetts habían conducido una camioneta alrededor del Wellesley College,  con una bandera de Trump y gritando comentarios ofensivos al día siguiente de las elecciones.

### Reacciones internacionales
- Canadá - El primer ministro Justin Trudeau, que ha tenido una estrecha relación con Obama, reafirmó el apoyo de Canadá, enfatizando que "Canadá no tiene amigos, socios y aliados más cercanos que los Estados Unidos".[200]
- Turquía - El Gobierno de Turquía advirtió a sus ciudadanos que pueden estar viajando a Estados Unidos para "tener cuidado debido a las protestas" y que "las protestas se vuelven violentas y criminales mientras los manifestantes son detenidos por las fuerzas de seguridad" el racismo y los incidentes xenófobos aumentó en los Estados Unidos".[201]
- Venezuela - Pidió a Trump respetar "la no intervención en asuntos internos y el derecho al desarrollo y la paz".[200]
- Perú - El economista Hernando de Soto se pronunció sobre estos hechos y mencionó "que no debe afectar las relaciones entre su país y los Estados Unidos".[202][203]
- Ecuador - El presidente ecuatoriano, Rafael Correa, pidió a los mandatarios de América Latina adoptar un discurso unido y frontal para responder a las medidas antiinmigratorias tomadas por Trump durante sus primeros días al frente de la Casa Blanca.[204]